# Liste des maires de Camps
Liste des maires successifs de Camps-Saint-Mathurin-Léobazel, commune de la Corrèze.

## Liste des maires
| Nom           | Nom                | Période        | Parti            | Notes |
| XVIIIe siècle | XVIIIe siècle      | XVIIIe siècle  | XVIIIe siècle    | XVIIIe siècle |
| ------------- | ------------------ | -------------- | ---------------- | --- |
|               | Mathurin Vergne    | 1794 - An VIII |                  | Cultivateur |
| XIXe siècle   |                    |                |                  | |
|               | Pierre Croizille   | An VIII - 1814 |                  | Notaire |
|               | Mathurin Vergne    | 1814 - 1816    |                  | Cultivateur |
|               | Jean Chanet        | 1816 - 1834    |                  | |
|               | Raymond Jaulhac    | 1834 - 1840    |                  | Propriétaire - Cultivateur |
|               | Justin Croisille   | 1840 - 1871    |                  | Propriétaire - Cultivateur |
|               | Pierre Roffy       | 1871 - 1884    |                  | Cultivateur |
|               | Félix Lacaze       | 1884 - 1896    |                  | Propriétaire - Cultivateur Chevalier de l'ordre du mérite agricole |
|               | Edmond Champ       | 1896 - 1904    |                  | Juge de paix |
| XXe siècle    |                    |                |                  | |
|               | Antoine Vergne     | 1904 - 1906    |                  | Cultivateur |
|               | Félix Lacaze       | 1906 - 1919    |                  | Propriétaire - Cultivateur Chevalier de l'ordre du mérite agricole |
|               | Jean Grange        | 1919 - 1925    |                  | Cultivateur Croix du Combattant (1928) Médaille interalliée (1940) |
|               | Adolphe Teilhet    | 1925 - 1965    | Radical          | Cultivateur Croix du Combattant (1927) Conseiller d'arrondissement du Canton de Mercoeur (1931-1940) Conseiller Général de Corrèze (1945-1970) Médaille d'honneur départementale et communale |
|               | Jean Teilhet       | 1965 - 1995    | Radical puis RPR | Cultivateur Conseiller Général de Corrèze (1970-1994) |
|               | Jean-Pierre Briges | 1995 - 2008    |                  | Instituteur |
| XXIe siècle   |                    |                |                  | |
|               | Jean Pestourie     | 2008 - 2020    |                  | Agriculteur |
|               | René Bitarelle     | Depuis 2020    | SE               | Exploitant agricole |

## Compléments